# Krajowy Cech Fotografów
Krajowy Cech Fotografów – polskie stowarzyszenie fotograficzne, związek pracodawców i osób prowadzących działalność gospodarczą, utworzony w 2005 roku na bazie Wojewódzkiego Cechu Fotografów w Katowicach, założonego w 1989 roku.

## Historia
24 września 1989 miało miejsce zebranie założycielskie przyszłych członków Wojewódzkiego Cechu Fotografów w katowickim Ośrodku Postępu Technicznego, gdzie uchwalono statut stowarzyszenia. W październiku 1989 dokonano rejestracji Wojewódzkiego Cechu Fotografów w Sądzie Rejonowym w Katowicach. Pierwszym cechmistrzem stowarzyszenia został Roman Borkowski. W skład Zarządu weszli: Tadeusz Basista, Teresa Gondek, Alojzy Klon, Brygida Melcer-Kwiecińska, Stanisław Michalski, Zdzisław Witkowski, Jan Zakrzewski. 24 kwietnia 2005 Wojewódzki Cech Fotografów w Katowicach przekształcono w Krajowy Cech Fotografów – z siedzibą w Katowicach.

## Działalność
Celem działalności Krajowego Cechu Fotografów jest (między innymi) współpraca z członkami stowarzyszenia – na niwie gospodarczej, kulturalnej, organizacyjnej, oświatowej, szkoleniowej oraz reprezentowanie interesów gospodarczych i twórczych członków cechu. Jednym z celów funkcjonowania stowarzyszenia jest podnoszenie kwalifikacji zawodowych (szczególnie młodszych) członków stowarzyszenia. Cech jest organizatorem licznych konkursów fotograficznych, plenerów, warsztatów, wystaw oraz szkoleń – prowadzonych przez prelegentów również spoza stowarzyszenia, z Polski i z zagranicy. W strukturach cechu funkcjonuje Klub Artystycznej Fotografii, kierowany przez Mikołaja Mikołajczyka.

## Władze Krajowego Cechu Fotografów (kadencja 2021–2025)

### Zarząd
- Michał Jedynak – cechmistrz
- Jarosław Deka – zastępca cechmistrza
- Hanna Derecka – członkini Zarządu
- Adam Mikołajczyk – członek Zarządu
- Andrzej Błaszczyk – członek Zarządu
- Bogusław Makar – członek Zarządu
- Danuta Spyra – kierownik biura

Źródło

### Komisja rewizyjna
- Jolanta Witalińska – przewodnicząca
- Małgorzata Paszkowska – zastępca
- Janusz Kania – członek

Źródło

### Sąd koleżeński
- Jerzy Łakomski – przewodniczący
- Krzysztof Krzyczmonik – członek
- Marek Gołąbek – członek

Źródło